# دوك سكوت
دوك سكوت (بالإنجليزية: Doc Scott)‏ هو منتج أسطوانات وملحن بريطاني، ولد في 1969 في كوفنتري في المملكة المتحدة.

## وصلات خارجية
- دوك سكوت على موقع ميوزك برينز (الإنجليزية)
- دوك سكوت على موقع ميوزك برينز (الإنجليزية)
- دوك سكوت على موقع ميوزك برينز (الإنجليزية)
- دوك سكوت على موقع أول ميوزيك (الإنجليزية)
- دوك سكوت على موقع أول ميوزيك (الإنجليزية)
- دوك سكوت على موقع أول ميوزيك (الإنجليزية)
- دوك سكوت على موقع ديسكوغز (الإنجليزية)
- دوك سكوت على موقع ديسكوغز (الإنجليزية)
- دوك سكوت على موقع ديسكوغز (الإنجليزية)